# Christus Koningkerk (Lievelde)
De Christus Koningkerk was een rooms-katholieke kerk in de Nederlandse plaats Lievelde. In december 1953 is begonnen met de bouw van de kerk naar ontwerp van W.P.V. Dijkman. De kerk aan het Koningsplein is in 1954 voltooid. Na de oorlog was eerst begonnen met de bouw van een pastorie die in 1950 gereed kwam. De kerk werd op 24 augustus 1954 geconsacreerd door de aartsbisschop van bisdom Utrecht Bernardus Alfrink. Drie jaar later, in 1957, werd de kerkklok gedoopt.
De kerk is opgetrokken uit bakstenen en heeft een zadeldak. Als voorgevel is een extra bakstenen wand geplaatst met een entree dat Ionische elementen bevat. Boven de entree bepaalt een roosvenster een groot deel van het aangezicht. De toren vormt een geheel met de voorgevel en kent een paar klokken.
De kerk is een gemeentelijk monument.

## Onttrekking aan de eredienst
Op 17 september 2023 heeft de laatste eucharistieviering in de kerk plaats gehad. Per 2 oktober 2023 wordt de kerk per decreet aan de eredienst onttrokken.